# Nagra
Pour les articles homonymes, voir Nagra (homonymie).
Nagra est une marque d'enregistreurs sonores portables professionnels conçus, à partir de 1950, par l'ingénieur suisse d'origine polonaise Stefan Kudelski.
A l'origine produits directement par l'entreprise Kudelski, les enregistreurs Nagra sont aujourd'hui développés, produits et vendus par une filiale dédiée, toujours liée à la famille Kudelski, Audio Technology Switzerland S.A., anciennement Nagra Audio et basée à Romanel-sur-Lausanne.

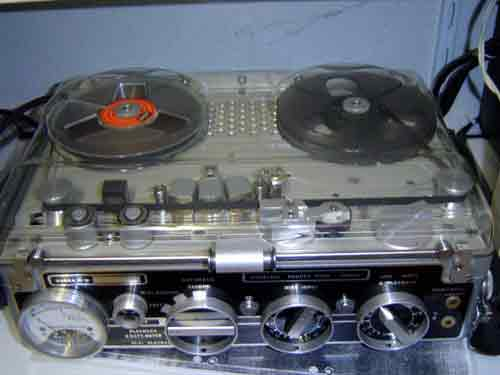
Nagra III.

Le mot « nagra » signifie « (il) enregistrera » en polonais.

## Historique
En 1951, le Nagra I, à lampes miniatures et remontage à manivelle, est le premier magnétophone à bande magnétique 1/4 de pouce de très petite dimension (30 × 18 × 10 cm). Stefan Kudelski conçoit l'appareil dans sa chambre d'étudiant à Pully. Cet appareil révolutionne l'enregistrement du reportage radiophonique.
Le Nagra monte au plus haut en accompagnant une expédition sur l'Everest et s'enfonce dans les profondeurs avec le bathyscaphe du professeur Piccard. 
Stefan Kudelski améliore son appareil et sort en 1953 le Nagra II avec modulomètre, puis circuit imprimé et moteur électrique.
Entre 1953 et 1956, l'écrivain Suisse Nicolas Bouvier voyage entre les Balkans et l'Inde en compagnie du peintre Thierry Vernet, emportant le Nagra personnel de Stefan Kudelski, un prototype alors encore fabriqué artisanalement. Les bandes enregistrées ne seront exploitées que 50 ans plus tard, révélant une qualité exceptionnelle.
En 1958 sort le Nagra III, entièrement transistorisé. Pour la première fois, un appareil de 5 kilos, alimenté sur piles, est l'égal en qualité des lourds enregistreurs de studio. Totalement fiable, très robuste, construit avec les meilleurs composants, le Nagra III est adopté par les ingénieurs du son du monde entier, aussi bien à la radio qu'à la télévision et au cinéma, mis en vedette dans le film Blow Out. Grâce à sa légèreté, alliée à la caméra 16 mm Éclair 16, il permet au cinéma de descendre dans la rue, comme le font notamment les réalisateurs de la Nouvelle Vague. Désormais, un magnétophone portable est « un Nagra ».

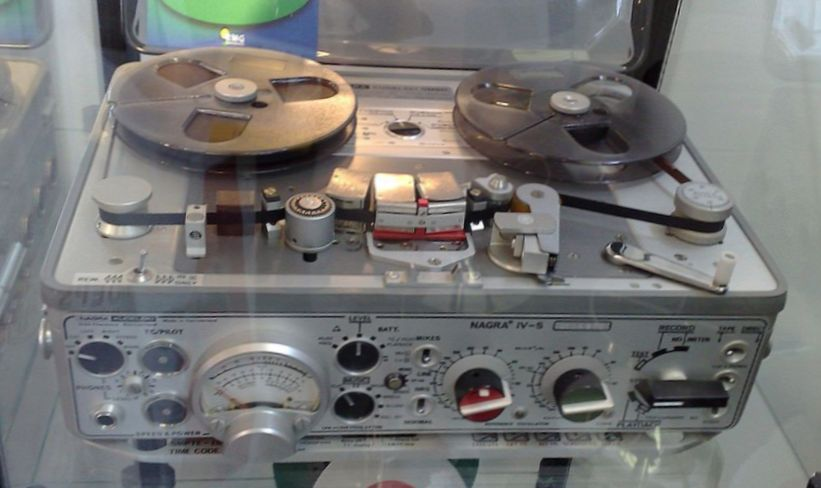
Nagra IV-S.

À partir de 1962, un système de régulation, le Neopilot, permet de réguler le défilement de la bande via un quartz, ce qui assure une parfaite synchronisation avec une caméra. 
Le Nagra SN (SN pour Série noire), issu d'une demande spéciale de la CIA, est disponible pour les professionnels en 1965. Ce magnétophone, rendu célèbre par le générique de la série Mission impossible, est un enregistreur mono pleine bande quartzé, discret et léger, longtemps utilisé pour les enregistrements discrets sur un comédien ou en surveillance de lieux.
Le Nagra IV, doté de nombreuses améliorations techniques, dont trois entrées micro et un limiteur, apparaît en 1969 et devient rapidement le Nagra 4.2. En 1971, c'est l'arrivée du Nagra IV-S (S pour stéréo), qui enregistre sur deux pistes. Il a été conçu pour l'enregistrement musical de haute qualité, ainsi que pour les applications cinéma, radio et télévision. En 1984, il est doté du code temporel SMPTE, le timecode, et devient le Nagra IV-STC. 
Kudelski sort en 1992 le Nagra-D enregistreur numérique quatre pistes sur bande, puis en 1995, l'ARES, enregistreur numérique bipiste portable sur carte PCMCIA CompactFlash.

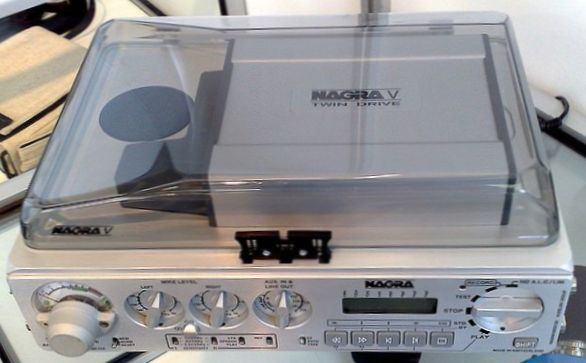
Nagra V.

En 2001, la société suisse présente le Nagra V, qui reprend le châssis de l'ARES. C'est un enregistreur numérique sur support informatique. Il s'agissait dans un premier temps d'une cartouche CastleRock, puis le constructeur a rapidement choisi le disque dur comme support d'enregistrement, qui peut désormais être extractible ou interne. Cet enregistreur stéréophonique a une capacité d'enregistrement très élevée ; l'autonomie sur ses accumulateurs est de plus d'une journée.
En 2008, Nagra lance le Nagra VI, enregistreur numérique évolutif 8 pistes sur disque dur (6 entrées analogiques et 2 numériques AES) et sur carte CompactFlash.
En 2009, le Nagra LB est présenté comme le successeur de l'Ares-C et de l'Ares-BB. Développé à l'usage des journalistes, il reprend le gabarit de l'Ares-BB, mais avec une construction métallique et les fonctionnalités de l'Ares-C, parmi lesquelles des versions modernisées des fonctions de communication (Ethernet, Bluetooth, USB) et de la platine de montage sur la face supérieure. Le LB est un magnétophone numérique compact deux pistes enregistrant sur carte CompactFlash, périphérique USB et mémoire interne de deux gigaoctets.
En 2012, la division audio historique du groupe Kudelski, incluant la fabrication des enregistreurs Nagra, est scindée en la société distincte Audio Technology Switzerland S.A., dont les membres de la famille Kudelski sont les principaux actionnaires,. 
Hifi High End[Quoi ?]
- 1997 : NAGRA fait ses débuts sur le marché des audiophiles avec le préamplificateur NAGRA PLP.
- 1998 : Poursuite de la mise en service de produits audiophiles haut de gamme, avec les amplificateurs NAGRA MPA et NAGRA VPA et ses fameux tubes 845.
- Le DAC en 2003, puis les CD en 2006 viendront compléter la gamme jusqu'en 2014.
- 2007 : Établit de nouveaux records de spécifications avec le HD AMP, et lance sa gamme de produits HD.